# Єрешко Василь Терентійович
Єрешко Василь Терентійович (17 червня 1928 — 5 листопада 2004) — радянський хлібороб, Герой Соціалістичної Праці (1966)

## Життєпис
Народився 17 червня 1928 року в м. Баштанка Миколаївської області в сім'ї селянина. Шкільне навчання перервала нацистсько-радянська війна.
Відразу ж після її закінчення в 1945 році Василь Терентійович поступає на курси трактористів при Баштанській МТС. Так почалась трудова діяльність 17-літнього юнака.
Більшу частину свого життя віддав Василь Терентійович рідній землі. Працював трактористом, потім в 1952 році, коли було створено колгосп ім. Комінтерну, Єрешко В. Т. став працювати обліковцем польової бригади, а згодом — бригадиром. Працював сумлінно, під його керівництвом бригада досягала добрих результатів, тому Василя Терентійовича було призначено керуючим ІІ-м відділком колгоспу.
В 1966 році хлібороби цього відділку зібрали по 32,2 цнт. озимої пшениці на площі 970га. Це було великим досягненням у вирощуванні зернових, тому керуючому відділком того року було присвоєно звання Героя Соціалістичної Праці.
Був делегатом XXIV з'їзду КПРС (1971 р.)
До 1988 року працював заслужений хлібороб, віддаючи свої знання та працю рідній землі, передаючи свій багатий досвід молодому поколінню.
В 1988 році Василь Терентійович вийшов на пенсію.
Помер 5 листопада 2004 р.

## Нагороди
- Герой Соціалістичної Праці (1966)